# Wohnhaus Weserstraße 4
Das Wohnhaus Weserstraße 4 an der Weser im niedersächsischen Elsfleth, im Landkreis Wesermarsch, stammt von um 1900. Das Haus steht vor einem Gebäude der Jade Hochschule.
Das Gebäude steht unter Denkmalschutz (siehe auch Liste der Baudenkmale in Elsfleth).

## Beschreibung
Das eingeschossige vierachsige giebelständige verputzte historisierende Gebäude mit Drempel, Satteldach und mittiger Veranda vor dem Eingang wurde als Typ Oldenburger Hundehütte um 1900 gebaut. Durch die Fensterrahmungen, das geschossteilende Gesims, horizontale Fugen und Brüstungsfelder im Giebel wurde das Haus gegliedert und gestaltet.
Das Landesdenkmalamt befand: „… geschichtliche Bedeutung … als beispielhaftes Wohnhaus des späten Historismus …“